# Condado de Alger
O Condado de Alger é um dos 88 condados do estado americano de Michigan. A sede do condado é Munising, e sua maior cidade é Munising.
O condado possui uma área de 13 077 km² (dos quais 10 700 km² estão cobertos por água), uma população de 9 862 habitantes, e uma densidade populacional de 4 hab/km² (segundo o censo nacional de 2000).